# Liste der Einträge im National Register of Historic Places im Taylor County (Iowa)

Lage des Taylor County in Iowa

Die Liste der Einträge im National Register of Historic Places im Taylor County in Iowa führt alle Bauwerke und historischen Stätten im Taylor County auf, die in das National Register of Historic Places aufgenommen wurden.

## Legende
| NRHP | Historic Place    |
| HD   | Historic District |

## Aktuelle Einträge
| [ 2 ] | Name                                 | Bild                                 | Eintragsdatum        | Lage | Ort     | Beschreibung                                                                             |
| ----- | ------------------------------------ | ------------------------------------ | -------------------- | --- | ------- | ---------------------------------------------------------------------------------------- |
| 1     | Bedford Commercial Historic District | Bedford Commercial Historic District | 2002 ID-Nr. 02001032 | Blöcke 200–500 der Main Street, Blöcke 500 und 600 der Court Avenue und Block 500 der Central Avenue 40° 40′ 1″ N, 94° 43′ 7″ W | Bedford | Aus 43 Gebäuden verschiedener Baustile bestehender historischer Distrikt im Stadtzentrum |
| 2     | Bedford House                        | Bedford House                        | 1977 ID-Nr. 77000560 | 306 Main Street 40° 40′ 4″ N, 94° 43′ 13″ W                                                                                     | Bedford | 1857 errichtetes Hotel                                                                   |
| 3     | Bedford Oil Company Station          | Bedford Oil Company Station          | 1999 ID-Nr. 99000831 | 601 Madison Street 40° 40′ 1,8″ N, 94° 43′ 17,2″ W                                                                              | Bedford | 1928 errichtetes Gebäude                                                                 |
| 4     | Bedford Public Library               | Bedford Public Library               | 1983 ID-Nr. 83000405 | Jefferson Street 40° 36′ 29″ N, 94° 44′ 53″ W                                                                                   | Bedford | 1916–1917 errichtete öffentliche Bibliothek                                              |
| 5     | Lenox Hotel                          | Lenox Hotel                          | 2002 ID-Nr. 02001538 | 114 South Main Street 40° 52′ 52″ N, 94° 33′ 33″ W                                                                              | Lenox   | 1916 errichtetes Hotel                                                                   |
| 6     | Lenox Round Barn                     | Lenox Round Barn                     | 1999 ID-Nr. 99000490 | 1001 Pollock Boulevard 40° 40′ 39″ N, 94° 43′ 45″ W                                                                             | Bedford | 1905 errichtete Rundscheune                                                              |
| 7     | Taylor County Courthouse             | Taylor County Courthouse             | 1981 ID-Nr. 81000271 | Court Avenue 40° 40′ 1″ N, 94° 43′ 8″ W                                                                                         | Bedford | 1892 im neuromanischen Stil errichtetes Justiz- und Verwaltungsgebäude des Taylor County |